# Isoetes divyadarshanii
Isoetes divyadarshanii là một loài dương xỉ trong họ Isoetaceae. Loài này được P.K. Shukla, G.K. Srivast. & S.K. Shukla mô tả khoa học đầu tiên năm 2005.
Danh pháp khoa học của loài này chưa được làm sáng tỏ. 